# Aegoidus earlii
Aegoidus earlii là một loài bọ cánh cứng trong họ Cerambycidae.